# Étienne Arago
Étienne Vincent Arago (9. februar 1803 – 5. marts 1892) var en fransk politiker og forfatter, bror til François og Jacques Arago.
Arago var kemilaborant ved den polytekniske skole i Paris, men opgav sin stilling for at blive forfatter. Politisk stod han den hemmelige loge Charbonnerie nær. Han skrev melodramer og lystspil, og sammen med andre forfattere, for eksempel Honoré de Balzac, udgav han mindre, skønlitterære tidsskrifter, der dog alle havde en meget kort levetid. Under pseudonymet Jules Ferney blev Arago en skattet medarbejder ved tidsskriftet Le Siècle. 1829-40 ledede han Vaudevilleteatret i Paris.
På Julirevolutionens dag lukkede han straks teatret som tegn til opstand og uddelte våben til gadekæmperne. Han kæmpede personlig på barrikaderne både i 1830 og 1848. Som teaterdirektør gik han 1840 konkurs; sin gæld – en kvart million francs – afbetalte han frem til 1872. 1844 var han medstifter af dagbladet La Réforme.
Ved Februarrevolutionen i 1848 blev han en kort tid direktør for postvæsenet, i hvilken egenskab han indførte frimærker og ensartet portotarif for Frankrig (sammenlign hans skrifter Les postes en 1848 1867).
Kompromitteret som nationalgardeofficer ved Juniopstanden, undgik han kun fængsling ved at flygte til Belgien. Her skrev han Spa, son origine, son histoire, ses eaux, ses environs et ses jeux (Bruxelles 1851), et digt i 7 Sange, der gælder som en af hans bedste værker. Den franske regering efter statskuppet den 2. december 1851 bevirkede, at han blev udvist af Belgien. Han begav sig til England, derfra til Holland og videre til Turin, hvorfra han 1859 benådet vendte hjem til Paris.
Han skrev et digt "Une voix de l’exil" (Genf 1860) og en historisk roman om krigene i Vendée: Les Bleus et les Blancs (Paris 1862, 2 bind). Efter kejserdømmets fald blev han 5. september 1870 af den provisoriske regering udnævnt til Maire i Paris, et embede, han som ganske uerfaren i statsøkonomiske anliggender igen måtte nedlægge i forbindelse med urolighederne 31. oktober (sammenlign hans skrifter L’hôtel de ville de Paris au 4. septembre et pendant le siège, Paris 1874).
Arago repræsenterede to gange dept Østpyrenæerne i Nationalforsamlingen, sidste gang i februar 1871, men havde ingen indflydelse og trak sig straks tilbage. 1878 blev han arkivar ved École des beaux-arts og senere direktør for Luxembourg-museet.

## Værker
- Spa, son origine, son histoire, ses eaux, ses environs et ses jeux (digt, 1851)
- Une voix de l'exil. Poeme (digte, 1860)
- Les Bleus et les Blancs (roman, 1862)
- L’hôtel de ville de Paris au 4. septembre et pendant le siège (1874)